# Aziar
Aziar  (in arabo ازيار‎?) è un centro abitato e comune rurale del Marocco situato nella prefettura di Agadir-Ida ou Tanane, regione di Souss-Massa. Conta una popolazione di 2 948 abitanti (censimento 2014).